# Space Battleship Yamato
Space Battleship Yamato (SPACE BATTLESHIP ヤマト?, Supēsu Batorushippu Yamato) è un film del 2010 diretto da Takashi Yamazaki.
La pellicola è l'adattamento cinematografico live action giapponese dell'originale anime del 1974 Star Blazers ideato da Leiji Matsumoto. È stato distribuito in Giappone in DVD e Blu-ray il 24 giugno 2011. Il film è stato acquistato dalla Dynit ed è stato proiettato nei cinema italiani martedì 15 e mercoledì 16 aprile 2014 all'interno della seconda stagione del progetto Nexo Anime in collaborazione con Nexo Digital.

## Trama
Siamo nell'anno 2199, dopo più di cinque anni di attacchi senza soluzione di continuità da parte d'una misteriosa razza aliena conosciuta solo col nome di Gamilas, la "Forza Difesa Terra" decide di lanciare una controffensiva nei pressi del pianeta Marte, cercando di prendere alla sprovvista gli extraterrestri. La forza terrestre viene però irrimediabilmente decimata dalle potentissime armi nemiche.
La flotta è facilmente sbaragliata, ma prima della completa disfatta il capitano Mamoru Kodai usa la sua nave Yukikaze oramai in avaria contro le astronavi degli spaziali frapponendosi come "scudo umano" tra la flotta nemica e l'ammiraglia; offre così se stesso e i suoi uomini come disperati "volontari della morte", immolati per la salvezza del genere umano. Grazie a questo atto di eroismo sovrumano la nave ammiraglia al comando del capitano Okita riesce a sfuggire al suo triste destino di distruzione e tornare sana e salva sulla Terra.
La nave di Mamoru e il suo equipaggio, sacrificatasi in tal modo per coprire la ritirata del comandante, viene annientata. Sulla Terra nel frattempo il fratello di Mamoru, Susumu, attende fiducioso il ritorno del congiunto: dopo aver appreso quel ch'è accaduto nell'atmosfera marziana, accusa Okita di aver voluto offrire come agnello sacrificale il fratello unicamente per salvarsi la vita. Si spinge fino al punto da tentare di aggredirlo, ma viene fermato appena in tempo da Yuki, collega di Mamoru e rispettosa della sua scelta eroica.
Okita crede fermamente che l'unica speranza per l'umanità si trovi ormai solamente sul pianeta Iskandar, un lontanissimo mondo governato da una regina benevola che ha offerto provvidenziale aiuto ai poveri umani: si appresta una missione di volontari per dirigersi in direzione del pianeta amico (questo a seguito di una capsula trovata dagli umani che proviene dal lontano pianeta). Susumu, pilota spaziale anche lui come il fratello morto, si arruola. L'ultima nave da guerra rimasta alla flotta terrestre, la Yamato (costruita a partire dal suo relitto usando i piani mandati da Iskandar), è pronta alla partenza.
Varie vicende e disavventure attendono i nostri eroi lungo il viaggio interplanetario, rischiando a volte di compromettere irrimediabilmente le speranze di successo della missione intrapresa. Arrivata ad Iskandar, la Yamato si trova di fronte ad una possente forza di sbarramento costituita dalla flotta imperiale dei Gamilonesi.
I terrestri riescono a porsi in salvo rifugiandosi sull'altro lato del pianeta, quello nascosto alla luce, che scoprono ben presto però esser completamente disabitato e qui comprendono che Gamilas ed Iskandar sono lo stesso pianeta! Tutto l'equipaggio terrestre inizia a pensar seriamente che l'offerta d'amicizia ricevuta sia stata solamente una trappola per attirarli lontano e distruggerli facilmente; ma Susumu non si vuole arrendere e spinge i compagni ad andar avanti, nonostante tutto.
È lui, il fratello minore di Mamoru a condurre i piloti dell'equipaggio in un attacco all'ultimo sangue contro la superficie del pianeta rivelatosi così radicalmente ostile: gran parte della forza d'assalto viene però distrutta. Infine viene rivelato che quello è un pianeta morente ed i suoi abitanti han visto nella Terra il sostituto più adatto, trovandosi però costretti ad uccidere l'umanità intera, in quanto le due razze non sono compatibili per convivere.
Un gruppo di abitanti di Iskandar però a questo punto si è ribellato al volere della maggioranza ed ha cercato di metter in guardia i terrestri, però sono tutti caduti uno dopo l'altro prigionieri del gruppo dirigente dominante. I superstiti della Yamato riescono ad impossessarsi del meccanismo che può salvare la Terra dalle radiazioni mandategli contro dai Gamilonesi, ma per far questo altri uomini si dovranno sacrificare.
Susumu e pochissimi altri riescono a far ritorno, inseguiti fino all'ultimo a loro insaputa da Deslok, l'imperatore dei Gamilonesi che cerca di annientarli; l'ultima battaglia s'approssima. Nelle ultime scene si vede Susumu giocare con un bambino, è un suo ricordo da piccolo insieme al fratello.
La vicenda si conclude con un bambino che gioca in una terra che finalmente sembra stia rinascendo: chiama Yuki "mamma" e si presume esser figlio di Susumu. Il tutto in un paesaggio terrestre finalmente ripristinato alla sua bellezza originaria; ce l'ha fatta, è riuscito a vincere la sua battaglia.

## Personaggi
- Takuya Kimura come Susumu Kodai
- Meisa Kuroki come Yuki Mori, asso volante dello squadrone aeronautico Black Tiger
- Toshiro Yanagiba come Shiro Sanada, Chief Science / Technology Officer
- Naoto Ogata come Daisuke Shima, capo navigatore
- Reiko Takashima nome Dr. Sado, medico di bordo
- Toshiyuki Nishida come Hikozaemon Tokugawa, ingegnere capo
- Hiroyuki Ikeuchi come Hajime Saito, Spazio Commandos capo
- Maiko Skorick (マイコ) come Aihara, ufficiale addetto alle comunicazioni
- Toshihiro Yashiba come Yasuo Nanbu, unità tattica
- Kazuki Namioka come Saburo Kato, comandante dello squadrone aeronautico Black Tiger
- Takumi Saitō come Akira Yamamoto, membro dello squadrone aeronautico "Black Tiger"
- Takahiro Miura come Furuya, membro dello squadrone aeronautico Black Tiger
- Tsutomu Yamazaki, come Capitano Juzo Okita
- Kensuke Owada come Kenjiro Ota, navigatore
- Shinichi Tsutsumi come Mamoru Kodai, fratello maggiore di Susumu e capitano dell'astronave spaziale Yukikaze
- Isao Hashizume come Heikurō Todo, comandante in capo della "Forza Difesa Terra"

### Voci
- Kenichi Ogata come Analyzer, assistente robot di Susumu Kodai.
- Masato Ibu come Dessler, leader del lato "maligno" dei Gamilas.
- Miyuki Ueda come Iskandar, originariamente chiamato Starsha e leader del lato "buono" dei Gamilas.
- Isao Sasaki come narratore.

## Colonna sonora
Tracce
1. Space Battleship Yamato Opening Title (SPACE BATTLESHIP ヤマト Opening Title?) – 3:34
2. Raggedy Men (薄汚れた男?, Usuyogoreta otoko) – 1:14
3. Ship of Hope (希望の船?, Kibou no fune) – 4:16
4. Fire Wave Motion Gun (波動砲発射?, Hadoujuu hassha) – 4:38
5. Gamirus Fleet (ガミラス艦隊?, Gamilas kantai) – 3:25
6. The Return (帰還?, Kikan) – 2:43
7. Gamirusrod (ガミラスロイド?, Gamilasroid) – 0:46
8. Orders (命令?, Meirei) – 1:38
9. Enemy Fleet Destroyed (敵艦隊消滅?, Tekikantai shoumetsu) – 3:20
10. Moment of Silence (一瞬の静寂?, Isshun no seijaku) – 4:23
11. Comfort (慰め?, Nagusame) – 1:40
12. Beautiful Blue Planet (美しい青い星?, Utsukushii aoi hoshi) – 0:47
13. Crisis (危機?, Kiki) – 2:13
14. Faith (信念?, Shinnen) – 2:10
15. A New History (新たな歴史を?, Arata na rekishi o) – 2:26
16. Cosmo Zero Launch (コスモゼロ発進?, Cosmo Zero hasshin) – 4:36
17. The Truth about the Radioactivity Removal Device (放射能除去装置の真実?, Houshanou jokyo souchi no shinjitsu) – 5:51
18. Entrusted with the Future (託された未来?, Takusareta mirai) – 2:05
19. Earth (地球?, Chikyuu) – 2:34
20. Deslar's Revenge (デスラーの報復?, Desslar no houfuku) – 3:21
21. To Protect (守りたいもの?, Mamoritai mono) – 4:41
22. The Final Salute (最期の敬礼?, Saiki no keirei) – 3:07

Durata totale: 65:28